# Polysorbat 80
Polysorbat 80 ist eine organische Verbindung aus der Gruppe der Polysorbate und eine grenzflächenaktive Substanz, die als Emulgator und Netzmittel beispielsweise in Lebensmitteln, Kosmetika und Arzneimitteln verwendet wird.

## Eigenschaften
Polysorbat 80 ist eine polyoxyethylierte Verbindung, die sich von Sorbitol und Ölsäure ableitet. Die hydrophilen Gruppen dieses nichtionischen Tensids sind Polyether, Polymere von insgesamt 20 Ethylenoxiden. Die Viskosität beträgt 425 mPa·s, Polysorbat 80 hat einen HLB-Wert von 15,0 ist daher zur Herstellung von Öl-in-Wasser(O/W)-Emulsionen geeignet.
Der pH-Wert einer 5 % wässrigen Lösung beträgt 5–7, der Flammpunkt liegt bei >149 °C. Die kritische Mizellbildungskonzentration (CMC) beträgt 1,2·10−5 mol/l in Wasser bei 25 °C.

## Verwendung
Polysorbat 80 wird hauptsächlich in Speisen, speziell bei eingelegten Lebensmitteln, als Emulgator und Stabilisator benutzt. Verwendung findet es oft in Eiscreme, um zu verhindern, dass die Milchproteine die Fetttröpfchen vollständig umschließen. Stattdessen bilden sie Ketten und Netzstrukturen, die Luft in der Mischung halten. Dadurch wird eine festere Struktur gebildet, die dafür sorgt, dass die Eiscreme beim Schmelzen ihre Form behält.
Es ist in der EU als Lebensmittelzusatzstoff der Nummer E 433 zugelassen und befindet sich auf der No-Longer-Polymers-Liste der EU. Es ist chemisch und biologisch weitgehend inert.
Polysorbat 80 kommt in der pharmazeutischen Industrie bei der Virusinaktivierung von Blutprodukten zum Einsatz und wird als Lösungsvermittler und Emulgator in der Arzneimittelherstellung verwendet, um ölige (lipophile) Substanzen in wässrigen Grundlagen zu emulgieren. Es ist eine der wenigen oberflächenaktiven Substanzen, die parenteral verträglich sind. Weiterhin ist es Bestandteil des mizellären SARS-CoV-2-Impfstoffs NVX-CoV2373.
Für die Arzneimittelherstellung sind besonders reine Qualitäten vorgeschrieben, die in Arzneibüchern spezifiziert sind.

## Herstellung
Durch die Veresterung von Sorbit und seinen Anhydriden  (Sorbitan)  mit Ölsäure entstehen Sorbitanfettsäureester. Dieser reagiert mit Ethylenoxid in einer Polyaddition, wodurch sich Polyoxyethylenketten bilden, zum Polysorbat.

## Sicherheitshinweise
2015 wurde in der Fachzeitschrift Nature eine Studie publiziert, die nachweist, dass über einen Zeitraum von 12 Wochen ein 1-prozentiger Anteil von Polysorbat 80 im Trinkwasser bei Mäusen Störungen in der Darmflora, Darmentzündungen und Gewichtszunahme verursacht. An der Darmwand wurde eine Reduzierung der schützenden Schleimschicht um 2/3 festgestellt. Draize-Test am Kaninchen, über das Auge: 150 mg wenig reizend.

## Umweltbezogene Angaben
Polysorbat 80 weist einen LC50-Wert von > 471 mg/l in 96 h bei der Regenbogenforelle (Onchorhynchus mykiss) auf.